# Роналд Сандерсон
Роналд Сандерсон (англ. Ronald Sanderson, 11 грудня 1876 — 17 квітня 1918) — британський академічний веслувальник.
Олімпійський чемпіон 1908 року в складі вісімки.